# Uniporodrilus purus
Uniporodrilus purus är en ringmaskart som beskrevs av Erséus och Alexander William Milligan 1993. Uniporodrilus purus ingår i släktet Uniporodrilus och familjen glattmaskar. Inga underarter finns listade i Catalogue of Life.